# Wesley Chesbro
Wesley P. Chesbro (Los Angeles, 20 augustus 1951) is een Amerikaans politicus van de Democratische Partij uit Californië.
In 1971 richtte Chesbro het Arcata Recycling Center op. Hij was een van de vroege leiders van de recyclagebeweging in Californië. Chesbro is ook raadslid geweest in Humboldt County en Arcata. Van 1998 tot 2006 zetelde Chesbro in de Senaat van Californië. In 2007 en 2008 werkte hij voor het staatsagentschap voor afval- en recyclagebeheer. In november 2008 werd Chesbro verkozen als afgevaardigde van het eerste kiesdistrict, dat de noordkust van Californië omvat, in het California State Assembly. Hij won met 70,5% van de stemmen. Zijn ambtstermijn liep af op het einde van 2014.
Chesbro woont in Arcata met zijn vrouw en twee kinderen. Hij heeft aan de Universiteit van San Francisco gestudeerd. Wesley Chesbro is lid van de protestantse United Methodist Church.
- International Standard Name Identifier: 0000 0000 4451 0273
- Library of Congress Control Number: no2003128688
- Virtual International Authority File: 63710858
- WorldCat: E39PBJhhw3p8GpbCHdFjwg69Xd